# Falkoner Biografen
Falkoner Biografen, også blot Falkoner Bio, formelt Nordisk Film Biografer Falkoner er en biograf på Frederiksberg.
Biografen åbnede marts 2007 og har seks sale. Den ligger tæt på Frederiksberg Station og er ejet af Nordisk Film.